# H10 Hotels
H10 Hotels (званично: шп. Corporación H10 Hotels, S.L..; срп. Х10 хотелс или Х10 хотели) је ланац угоститељско хотелских комплекса чије се седиште налази у Барселони у Шпанији. Хотели послују као друштво са ограниченом одговорношћу које запошљава око 5500 радника. Х10 хотели углавном су са 4 звездице. Чак 60% свих соба су четворозвездичне класе, док је удео високолуксузних петозвездичних соба само 17%. 
Стварање препознатљивог шпанског ланца почело је 1980-их, отварањем првог хотела у Барселони. Данас у саставу Х10 улази преко 40 хотела у Барселони, Мадриду, Тенерифеи Ланзаротеу, Фуертевентури, Ла Палми, Гран Канарији, Мајорки, Салоу, Марбељи, Естепони, Беналмадени, Ривера Маји и Пунта Кани, док се отварање хотела у Лондону и Риму очекује током 2009. и 2010. године